# Right Place, Wrong Person
Right Place, Wrong Person è il secondo album in studio del rapper sudcoreano RM, pubblicato il 24 maggio 2024.

## Antefatti e pubblicazione
All'incirca due settimane prima di pubblicare il suo album di debutto solista Indigo nel dicembre 2022, RM ha iniziato a lavorare a del nuovo materiale più leggero e giocoso rispetto alla sua opera prima, dichiarando che si sarebbe probabilmente trattato di un singolo o di un EP che sarebbe uscito prima di iniziare la leva militare. L'idea per la realizzazione dell'album è nata da una conversazione con San Yawn dei Balming Tiger, che gli ha suggerito di mettere in musica la propria personalità contraddittoria; RM ha quindi posticipato la leva, che aveva intenzione di cominciare insieme al collega J-Hope, per poterci lavorare, e all'inizio di febbraio 2023 è stato organizzato un song camp al quinto piano della sede della Hybe a cui hanno partecipato quaranta persone tra produttori, autori e musicisti. Successivamente il team, ribattezzato "Team RM" e formato, tra gli altri, da San Yawn come produttore e direttore creativo, JNKYRD come produttore e Sehoon come A&R, si è riunito in studi di registrazione sia in Corea del Sud che all'estero: la bozza di Come Back to Me è stata completata a maggio 2023 al Music Village 1939 di Gapyeong, mentre ulteriori fonti di ispirazione sono state cercate in luoghi tranquilli come i laghi di Hwacheon e le spiagge dell'isola di Jeju. Le riprese dei video musicali per quasi metà delle tracce sono state completate prima dell'arruolamento di RM l'11 dicembre 2023.
Inizialmente San Yawn ha proposto come titolo Wrong Place, rifacendosi alla frase "Credo che siamo nel posto sbagliato" detta da RM quando, a causa della neve, si sono persi su un sentiero di montagna mentre si dirigevano a un tempio per parlare dell'album: RM ha quindi suggerito Right Place, Wrong Person. Titolo e data di uscita sono stati annunciati il 26 aprile 2024, e il successivo 10 maggio è stato distribuito il singolo Come Back to Me insieme al relativo video musicale, diretto da Lee Sung-jin. La canzone, quando non aveva ancora un titolo, era già stata eseguita a sorpresa da RM nell'agosto 2023 durante un concerto del collega Suga a Seul. Il 18 maggio è stata annunciata la lista tracce e che Lost! sarebbe stato il singolo principale. Il suo video musicale è uscito in contemporanea con l'album il 24 maggio.
Il 28 maggio è stato caricato il videoclip di Groin, girato nel Regno Unito, mentre due giorni dopo un'esibizione live di Nuts ripresa in uno studio di registrazione della capitale britannica. Il 31 maggio è stata invece la volta del video musicale per Domodachi e il 10 giugno quella di Credit Roll. Il 7 dicembre è poi uscito a sorpresa anche il videoclip di Around the World in a Day.
Un docufilm incentrato sulla produzione dell'album, RM: Right People, Wrong Place diretto da Lee Seok-jun, è stato proiettato in anteprima il 7 ottobre 2024 nella sezione Open Cinema del 29° Busan International Film Festival. È stato il primo documentario a tema K-pop ad essere invitato alla rassegna. Nei cinema è stato distribuito il 5 dicembre 2024.

## Descrizione
Musicalmente Right Place, Wrong Person si distacca dal predecessore Indigo esplorando musica psichedelica, alternativa e old school hip-hop con accenni a progressive jazz (Domodachi), soul/R&B (Around the World in a Day), rap rock (Groin), indie (Heaven) e pop (Lost!).
Tematicamente l'album è ispirato dalla domanda su come sarebbe stata la sua vita se avesse scelto una strada diversa e descrive i momenti in cui RM si sente "come un estraneo che non si adatta a certi posti", affrontando anche l'idea di giusto e sbagliato e il ritrovarsi contemporaneamente da entrambe le parti. Il disco si apre con Right People, Wrong Place sulla confusione interiore e prosegue con Nuts, che affronta l'insoddisfazione verso le relazioni umane, Out of Love, che parla di una persona che non crede più nell'amore, e Domodachi, sulla gioia derivante dal ballare con gli amici. Dopo un interludio, la seconda parte adotta un ritmo più vivace e si concentra sull'abbracciare le imperfezioni della vita per non sprecare il proprio tempo nell'inutile attesa che diventi perfetta. Groin si rivolge alle persone che non lo sopportano, mentre Heaven parla di ottenere un proprio paradiso. Il singolo principale Lost!, di genere pop alternativo, comunica la speranza che vada bene perdersi se si è in compagnia dei propri amici. Around the World in a Day esprime l'intenzione di amare anche le bugie e Credit Roll chiede agli ascoltatori se resteranno ancora con lui. L'ultima traccia e primo singolo estratto, Come Back to Me, è di genere indie pop ed esplora il contrasto interiore derivante dal voler simultaneamente provare nuove cose e accontentarsi di ciò che si ha.

## Accoglienza
| Recensione | Giudizio |
| ---------- | -------- |
| AllMusic   |          |
| IZM        |          |
| NME        |          |

Rhian Daly di NME ha assegnato all'album un punteggio pieno di 5 stelle, definendolo "nientemeno che elettrico", "un disco meraviglioso, intrigante e artistico che probabilmente non sarebbe stato realizzato se RM non avesse sperimentato – e poi interrogato – questi sentimenti di confusione e di essere fuori posto, e un promemoria perfettamente imperfetto che vita e amore, giusto e sbagliato, non sono mai solo bianco e nero". Per Palmer Dean di Flaunt, Right Place, Wrong Person è "un'autentica autoriflessione e se la vede con molte emozioni scomode e crude", con una lista tracce che "raggiunge qualunque ascoltatore con la sua eloquente descrizione dell'esperienza universale del dubbio su se stessi", mentre Maura Johnston di Rolling Stone ha scritto che è "dotato di sfumature psichedeliche e pieno di sentimento" e che "l'intenso auto-interrogatorio dei suoi testi [è] bilanciato da una musica che sembra un invito a ulteriori esplorazioni". Secondo Azrin Tan di Vogue Singapore, l'album "continua questo senso udibile di armeggiamento [con i generi musicali, iniziato con Indigo], in un modo che è sia più autentico, sia inevitabilmente molto più 'sperimentale', forse ancora più di prima. [...] Dal gioco con i generi alla sperimentazione in studio e alla disponibilità a lavorare con una lista tutta nuova di produttori, questo album è la prova assoluta dell'evoluzione di RM come musicista e artista". Per Grammy.com, Chloe Sarmiento ha scritto che "non importa con chi RM lavori, il suo talento e la sua abilità di creatore brillano sempre. Right Place, Wrong Person presenta una vasta gamma di tracce segnate da assoluta vulnerabilità, onestà e sensibilità — una continuazione magistrale di un notevole viaggio solista". Sophie Caraan di Hypebeast ha descritto il disco come "un seducente viaggio sonoro per il leader dei BTS, e potrebbe benissimo servire da deliziosa introduzione per coloro che devono ancora conoscere Kim Namjoon"; ha inoltre apprezzato l'esplorazione di diversi generi musicali, pur trovandola "un po' soverchiante" in Nuts e Out of Love. May Siroky di Consequence l'ha trovato "un affascinante esperimento concettuale" in cui RM "è riuscito a mettere piede in uno spazio completamente diverso — uno che è conflittuale, dissonante e snervante", ma che "la musica è strana, chiaramente di proposito, ma ciò non sempre si traduce in una sensazione interessante", concludendo che Right Place, Wrong Person "è molto godibile se si crede che questo non sia RM dei BTS, perché in gran parte del disco sembra che manchino le sfumature e il cuore che caratterizzano il suo marchio artistico".
Rolling Stone, NME e Associated Press l'hanno inserito tra gli album migliori usciti nella prima metà del 2024, così come Billboard, secondo il quale "cementa il posto di RM nell'avanguardia di artisti apparentemente senza genere musicale". Sempre Billboard l'ha scelto prima come miglior album K-pop della prima metà dell'anno, scrivendo che "senza l'immensa pressione di dover guidare il gruppo pop più grande al mondo, RM suona libero di esprimere tutti gli aspetti di sé: la sua rabbia, la sua speranza, così come la sua confusione, eccitazione, amore, solitudine, mania e molto di più", poi come miglior album K-pop del 2024, definendolo "una delle dichiarazioni musicali più audaci dell'anno attraverso qualsiasi genere". Right Place, Wrong Person è stato anche incluso nelle liste dei migliori album del 2024 da NME (16º), Rolling Stone (88º) e Hypebeast, oltre che tra i migliori album hip hop/R&B dell'anno da AllMusic e tra i venti migliori album internazionali del 2024 da Billboard Italia (20º).

## Tracce
1. Right People, Wrong Place – 1:57 (JNKYRD, Kwak Jin-eon, Mokyo, RM, San Yawn, John Eun)
2. Nuts – 3:14 (bj wnjn, JNKYRD, Mokyo, RM, San Yawn, Nancy Boy, Lee Tae-hoon)
3. Out of Love – 2:07 (Icecream drun, KNKYRD, No Identity, RM, San Yawn, Zior Park, Supreme Boi)
4. Domodachi (feat. Little Simz) – 3:04 (bj wnjn, JNKYRD, Mokyo, Nancy Boy, RM, San Yawn, Little Simz)
5. ? (Interlude) – 1:53 (bj wnjn, Domi and JD Beck, glowingdog, JNKYRD, Mokyo, RM, San Yawn)
6. Groin – 3:10 (JNKYRD, Kim Han-joo, Mokyo, RM, San Yawn)
7. Heaven – 3:14 (JNKYRD, Rad Museum, RM, San Yawn, Sojeso)
8. Lost! – 3:53 (Kim Han-joo, Nancy Boy, Jclef, Marldn, Unsinkable, Qim Isle, RM, San Yawn, JNKYRD)
9. Around the World in a Day (feat. Moses Sumney) – 4:17 (John Eun, San Yawn, RM, No Identity, Moses Sumney, JNKYRD, Jclef, gimjonny)
10. ㅠㅠ (Credit Roll) – 1:14 (JNKYRD, Kim Han-joo, RM, San Yawn)
11. Come Back to Me – 6:28 (RM, San Yawn, Oh Hyuk, JNKYRD, Kuo Kuo)

## Formazione
- RM – voce, produzione (tracce 1-4, 6-10), scrittura (tutte le tracce)
- bj wnjn – produzione (tracce 2, 4), scrittura (tracce 2, 4-5)
- Domi and JD Beck – produzione (traccia 5), scrittura (traccia 5)
- John Eun – produzione (tracce 1, 9), scrittura (tracce 1, 9)
- gimjonny – produzione (traccia 9), scrittura (traccia 9)
- glowingdog – scrittura (traccia 5)
- Icecream drum – produzione (traccia 3), scrittura (traccia 3)
- Qim Isle – scrittura (traccia 8)
- Jclef – produzione (tracce 8-9), scrittura (tracce 8-9)
- JNKYRD – produzione (tracce 1-4, 6-10), scrittura (tutte le tracce)
- Kim Han-joo – produzione (tracce 6, 8, 10), scrittura (tracce 6, 8, 10)
- Kuo Kuo – scrittura (traccia 11)
- Kwak Jin-eon – produzione (traccia 1), scrittura (traccia 1)
- Lee Tae-hoon – produzione (traccia 2), scrittura (traccia 2)
- Little Simz – voce ospite (traccia 4), produzione (traccia 4), scrittura (traccia 4)
- Marldn – produzione (traccia 8), scrittura (traccia 8)
- Mokyo – produzione (tracce 1-2, 4, 6), scrittura (tracce 1-2, 4-6)
- Nancy Boy – produzione (tracce 2, 4, 8), scrittura (tracce 2, 4, 8)
- No Identity – produzione (tracce 3, 9), scrittura (tracce 3, 9)
- Oh Hyuk – produzione (traccia 11), scrittura (traccia 11)
- Zior Park – produzione (traccia 3), scrittura (traccia 3)
- Rad Museum – produzione (traccia 7), scrittura (traccia 7)
- Sojeso – produzione (traccia 7), scrittura (traccia 7)
- Moses Sumney – produzione (traccia 9), scrittura (traccia 9)
- Supreme Boi – produzione (traccia 3), scrittura (traccia 3)
- Unsinkable – scrittura (traccia 8)
- San Yawn – produzione (tracce 1-4, 6-11), scrittura (tutte le tracce)

## Successo commerciale
Nel suo giorno di uscita, Right Place, Wrong Person ha raggiunto la vetta della classifica album di iTunes in 59 paesi del mondo, mentre il brano Lost! è arrivato al primo posto in 73 territori.
L'album ha debuttato al secondo posto della classifica sudcoreana Circle Album Chart con 511 355 CD venduti tra il 24 e il 25 maggio 2024; la versione Weverse Album è apparsa più sotto in posizione 6 con 74 026 copie. Negli Stati Uniti, Right Place, Wrong Person ha esordito al primo posto della classifica Billboard Top Rap Albums, così come al quinto posto della Billboard 200, grazie a 54 000 unità equivalenti ad album formate da 43 000 copie tradizionali fisiche e digitali, 7 500 unità derivanti da 10,16 milioni di riproduzioni in streaming on-demand delle tracce e 3 500 copie derivanti dai download delle singole tracce.

## Classifiche

### Classifiche settimanali
| Classifica (2024) | Posizione massima |
| ----------------- | ----------------- |
| Australia         | 50                |
| Austria           | 7                 |
| Belgio (Fiandre)  | 40                |
| Belgio (Vallonia) | 7                 |
| Canada            | 56                |
| Corea del Sud     | 2                 |
| Germania          | 9                 |
| Giappone          | 2                 |
| Irlanda           | 63                |
| Italia            | 49                |
| Lituania          | 15                |
| Nuova Zelanda     | 20                |
| Paesi Bassi       | 93                |
| Polonia           | 5                 |
| Regno Unito       | 37                |
| Spagna            | 19                |
| Stati Uniti       | 5                 |
| Svizzera          | 7                 |
| Ungheria          | 31                |

### Classifiche di fine anno
| Classifica (2024) | Posizione |
| ----------------- | --------- |
| Corea del Sud     | 45        |